# Пуголовка Гримма
Пуголовка Гримма (Benthophilus grimmi) — вид риб з родини бичкових (Gobiidae). Зустрічається в північній частині Каспійського моря на глибинах 80–240 м. Поширений від острова Чечень до півострова Апшерон.